# الیوت وارد
الیوت وارد (انگلیسی: Elliott Ward؛ زادهٔ ۱۹ ژانویهٔ ۱۹۸۵) یک بازیکن فوتبال اهل بریتانیا است.